# MGMT (Album)
MGMT ist das dritte Studioalbum der gleichnamigen US-amerikanischen Indietronic-Band MGMT aus dem Jahr 2013.

## Entstehung und Veröffentlichung
Die Erstveröffentlichung von MGMT erfolgte am 13. September 2013 bei Columbia Records. Das Album erschien zeitgleich als CD (Katalognummer: 88883760152) und LP (Katalognummer: 88883760151) mit zehn Titeln.
Die beiden MGMT-Mitglieder Benjamin Goldwasser und Andrew VanWyngarden zeichneten für die Produktion und Urheberschaft aller Lieder verantwortlich. Bei der Produktion erhielten sie Unterstützung durch Dave Fridmann.

## Titelliste
Das vierte Lied Introspection ist eine Coverversion des gleichnamigen Liedes von Faine Jade.
1. Alien Days – 5:09
2. Cool Song No. 2 – 4:01
3. Mystery Disease – 4:08
4. Introspection – 4:22
5. Your Life Is a Lie – 2:06
6. A Good Sadness – 4:48
7. Astro-Mancy – 5:11
8. I Love You Too, Death – 5:50
9. Plenty of Girls in the Sea – 3:04
10. An Orphan of Fortune – 5:31

## Singleauskopplungen
Vor der Albumveröffentlichung wurden Alien Days und Your Life Is a Lie als Singleauskopplung veröffentlicht.

## Rezeption
Gregory Heaney schrieb bei Allmusic: „Like Congratulations, MGMT is an album that continues to eschew hooky singles for pop experimentation that isn't afraid to stay melodic, at least initially. While the album feels daring all the way through, early tracks like Alien Days feel relatively straightforward, mining the ornate pop sound of their previous effort.“ Es wurden vier von fünf Sternen vergeben.

## Kommerzieller Erfolg
| ChartsChartplatzierungen       | Höchstplatzierung | Wochen |
| ------------------------------ | ----------------- | ------ |
| Deutschland (GfK)              | 44 (1 Wo.)        | 1      |
| Österreich (Ö3)                | 29 (1 Wo.)        | 1      |
| Schweiz (IFPI)                 | 15 (4 Wo.)        | 4      |
| Vereinigte Staaten (Billboard) | 14 (3 Wo.)        | 3      |
| Vereinigtes Königreich (OCC)   | 45 (1 Wo.)        | 1      |